# Antraciklin
Antraciklini (ili antraciklinski antibiotici) su klasa lekova (CCNS ili nespecifični u pogledu ćelijskog ciklusa) koja se koristi u hemoterapiji kancera. Oni su izvedeni iz Streptomyces bakterije .
Ova jedinjenja se koriste za tretiranje mnogihiv tipova kancera, uključujući leukemije, limfome, rak dojke, rak materice, rak jajnika, i rak pluća.
Antraciklini su ubrajaju među najefektivnije tretmane protiv kancera ikad razvijene. Oni su efektivni protiv većeg broja tipova kancera od bilo koje druge klase hemoterapeutskih agenasa. Njihova glavna nuspojava je kardiotoksičnost, što u znatnoj meri ograničava njihovu upotrebljivost. Takođe je poznato da je primena antraciklina u znatnoj meri vezana za ciklus 1 ozbiljne ili febrilarne neutropenije. U druge nuspojave se ubraja povraćanje.
Daunorubicin (prodajno ime Daunomycin) je bio prvi otkriveni lek iz klase antraciklina. Njega prirodno proizvode aktinobakterije . Doksorubicin (prodajno ime Adriamicin) je razvijen ubrzo posle njega, i sledeo je niz drugih srodnih jedinjenja, mada je mali broj u kliničkoj upotrebi.

## Primeri
- Daunorubicin
- Daunorubicin (lipozomski)
- Doxorubicin
- Doksorubicin
- Epirubicin
- Idarubicin
- Valrubicin
- Mitoksantron